# Swetlahorsk

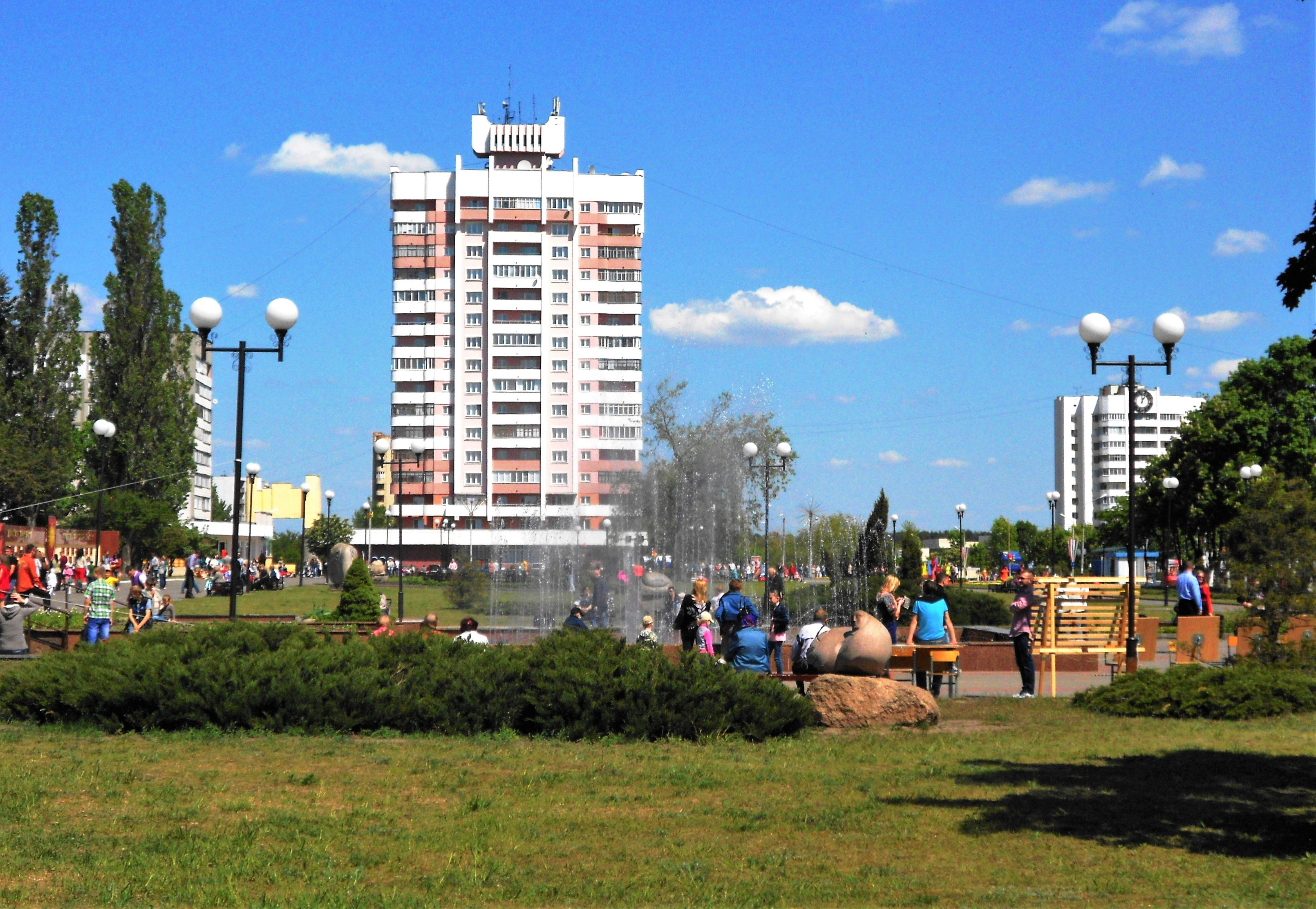
Svietlahorsk

Swetlahorsk bzw. Swetlogorsk (belarussisch Светлагорск Svietlahorsk) ist eine Stadt in Belarus in der Homelskaja Woblasz mit 71.661 Einwohnern. Sie liegt circa 230 km südlich von Minsk an der Bjaresina.

## Bevölkerung
In Swetlahorsk wohnen über 70.000 Personen. Die Bevölkerung setzt sich zu 88,6 % Belarussen, 8,7 % Russen, 1,7 % Ukrainer, sowie kleinen romanischen, jüdischen, polnischen und tatarischen Minderheiten zusammen.

## Geschichte
Vor der Stadtgründung von Swetlahorsk befand sich dort ein kleines Dorf namens Schatilki. Dieses soll von Raman Schatila gegründet worden sein. Die erste bekannte Erwähnung des Dorfes Schatilki fand bereits am 15. Juni 1560 statt. Es befand sich auf dem Territorium des Großfürstentum Litauens. Seit der zweiten polnischen Teilung 1793 gehörte die Region um Swetlahorsk zum Russischen Reich.
Am 17. Juli 1924 wurde die Stadt Paritschi gegründet, zu der auch Schatilki gehörte. Seit dem 30. Dezember 1956 wurde Paritschi als Kleinstadt anerkannt. Am 29. Juli 1961 wurde sie in Swetlahorsk umbenannt und 1963 wurde sie eine Großstadt.

## Sehenswürdigkeiten

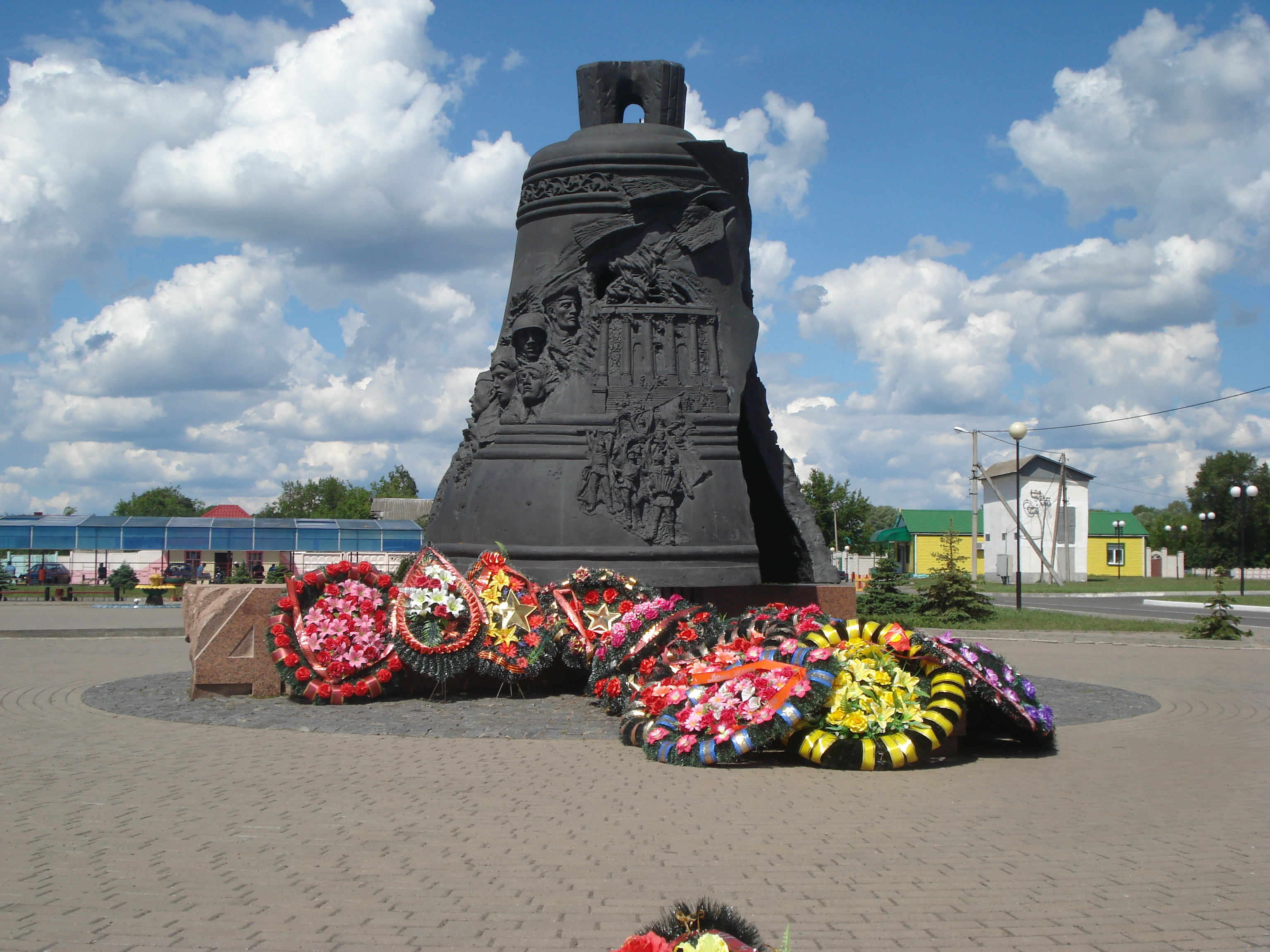
Denkmal für die gefallenen Soldaten des Zweiten Weltkriegs

In der Stadt sind Bereiche der Schwerindustrie angesiedelt. Seit 1954 befindet sich in Swetlahorsk ein Kraftwerk und seit 1960 auch die größte europäische Kunstfaseranlage. Das Stadtbild ist überwiegend von einem einheitlichen Plattenbaustil geprägt, lediglich der historische Stadtteil Schatilki weist noch traditionelle ostslawische Blockhaussiedlungen auf. Sehenswert sind auch einige katholische und orthodoxe Kirchen. Des Weiteren befinden sich dort mehrere Denkmäler für die Opfer des Zweiten Weltkrieges sowie ein Denkmal für die Soldaten der Sowjetischen Intervention in Afghanistan. Seit 1979 besitzt Swetlahorsk ein eigenes historisches Heimatmuseum.

## Wappen
Beschreibung: In Rot eine goldene Sonne mit Gesicht und einem großen und kleinen geflammten Strahlenkreis.

## Partnerstädte
Swetlahorsk hat folgende Partnerstädte:
- Bielsk Podlaski, Polen
- Călărași, Rumänien
- Tschernuschka, Russland
- Helmstedt, Deutschland
- Iwantejewka, Russland
- Kingissepp, Russland
- Kommunar (Leningrad), Russland
- Obsor, Bulgarien
- Sliwen, Bulgarien
- Mendip, Vereinigtes Königreich

## Söhne und Töchter der Stadt
- Henads Blisnjuk (* 1980), Fußballspieler